# Paralelo 70 sur
El Paralelo 70 Sur es un paralelo que está 70 grados al sur del plano ecuatorial de la Tierra. Atraviesa el Océano Antártico y la Antártida.

## Dimensiones
Conforme el sistema geodésico WGS 84, en el nivel de latitud 70° Sur, un grado de longitud equivale a 38,19 km; la extensión total del paralelo es por lo tanto 13.747 km, cerca de 34,30% de la extensión del Ecuador, del cual ese paralelo dista 7.769 km, distando 2233 km del polo sur. El 35% de su extensión pasa sobre tierras de la Antártica.

## Cruzamientos
Comenzando por el meridiano de Greenwich y tomando la dirección este, el paralelo 70° Sur pasa sucesivamente por:
| País, territorio o mar | Notas |
| ---------------------- | --- |
| Antártica              | Tierra de la Reina Maud                                                                                   |
| Océano Antártico       | Al sur del Océano Atlántico                                                                               |
| Antártica              | Tierra de la Reina Maud                                                                                   |
| Océano Antártico       | Al sur del Océano Índico                                                                                  |
| Antártica              | Tierra de la Reina Maud, Tierra de Enderby, Barrera de hielo Amery, Tierra de Wilkes y Tierra de Victoria |
| Océano Antártico       | Mar de Ross, Mar de Amundsen y Mar de Bellingshausen, al sur del Océano Pacífico                          |
| Antártica              | Isla Alejandro I y Península Antártica                                                                    |
| Océano Antártico       | Mar de Weddell, al sur del Océano Atlántico                                                               |
| Antártica              | Tierra de la Reina Maud                                                                                   |